# Adelaida de Vermandois
Adelaida de Vermandois i de Valois, (vers 1065 † 1120/1124), filla de Herbert IV, comte de Vermandois et d'Adelaida de Valois. El seu pare havent desheretat el seu germà Eudes, anomenat l'Insensat, perquè era feble d'esperit, la va declarar hereva de les seves possessions. La comtessa va reservar el Vermandois al seu fill Raül, però va donar els drets del Amiénois en dot a la seva filla Margarida, casada amb el comte de Flandes Carles I.
Es va casar amb Hug I el Gran, (1057 † 1102), del que va tenir :
- Mahaut, o Maud o Matilde o Mafalda, casada el 1090 amb Raül I de Beaugency (vers 1069 † 1130)
- Beatriu († després de 1144), casada amb Hug III (IV) de Gournay
- Raül I (vers 1094 - † 13 d'octubre de 1152) dit "el Valent".
- Isabel de Vermandois o Elisabet (abans de 1088 - † 17 de febrer de 1131), casada amb Robert de Beaumont, comte de Meulan, i després amb Guillem II de Warenne, comte de Surrey
- Constància, († després de 1118), casada amb Godefroy de la Ferté-Gaucher.
- Agnès (vers 1085 - † després de 1130), casada amb Bonifaci de Savona
- Enric († 1130), senyor de Chaumont-en-Vexin, mort per Tomàs de Marle.
- Simó († 10 de febrer de 1148), bisbe de Noyon
- Guillem, († després de 1096)

Vídua, es va casar el 1103 amb Renald, comte de Clermont, fill d'Hug I de Clermont i de Margarida de Roucy. Van tenir un fill:
- Margarida, nascuda cap a 1105, casada en primeres noces abans de juliol de 1119 a Carles I, comte de Flandes. Va rebre en dot els drets d'Amiens.